# Giovanni Verocai
Giovanni Verocai [auch: Verocaj, Verokai und Verrocai] (* um 1700 in Venedig; † 13. Dezember 1745 in Braunschweig) war ein italienischer Komponist und Violinist.

## Leben und Wirken
Eine erstmalige Erwähnung findet Verocai in Johann Matthesons Grundlage einer Ehren-Pforte als Violinist in der italienischen Operntruppe des Impresario Santo Burigotti in Breslau zwischen 1727 und 1729, wo er ebenso als Komponist von Arien für das Opern-Pasticcio Griselda mitwirkte. Möglicherweise war er Schüler von Antonio Vivaldi. 1729 verließ er Breslau. Obwohl vermutet wurde, dass Verocai anschließend in Dresden wirkte, befindet sich kein Nachweis über Verocais Aufenthalt in Dresden in den Jahren 1729 bis 1731 in den Musikerverzeichnissen des Kurfürsten August des Starken, weshalb man davon ausgehen kann, dass sich Verocai zu dieser Zeit in Warschau aufhielt, wo auch Dresdner Hofmusiker angestellt waren. Von Vajsbach (Weißbach), ein damaliger bevollmächtigter Minister, berichtete hierzu aus Warschau: „Da kam zu mir der Ehemann der Sängerin Ljudovika, Herr Volski, der Verocai mitbrachte. Verocai war bis dahin nicht im königlichen Dienst, obwohl er in der Liste, die man mir brachte, eingetragen war.“
Im Februar 1731 kam Verocai als einer der 22 von Kurfürst August ausgewählten Musiker der polnischen Kapelle für zunächst ein Jahr nach Moskau, wo am 9. Mai 1731 seine Solokantate Cantata per il giorno dell’incoronazione di Sua Maestra Imperiale di Russia als Krönungskantate für die russische Kaiserin Anna Ioanovna aufgeführt wurde. Nachdem der russische Hof nach St. Petersburg umsiedelte und der einjährige Aufenthalt der polnischen Kapelle beendet war, verließen die Musiker, bis auf Verocai und den venezianischen Violoncellisten Gasparo Janeschi Russland. 1732 trat Verocai der „italienischen Kompanie“ des russischen Hofes bei und wurde deren Konzertmeister mit einem Gehalt von 1000 Rubel. Das einzige erhaltene Werk aus dieser Zeit ist der Sonatenband Douzes Sonates à Violon seul avec la basse, der zwischen 1735 und 1738 in St. Petersburg gedruckt wurde und Karl I. von Braunschweig-Wolfenbüttel, seinem späteren Arbeitgeber gewidmet ist.
Ende Mai 1738 verließ Verocai Russland mit dem Ziel Braunschweig, wo er Hofkapellmeister werden sollte. Über die Gründe, weshalb Verocai Russland den Rücken kehrte, wird in der Forschung viel spekuliert: Leonid Butir vermutet, dass Verocai den neu eingetroffenen Violinvirtuosen, die um 1735 nach St. Petersburg kamen, nicht gewachsen war, weshalb er sich einen neuen Arbeitgeber suchte. Diese These befürworten auch Boris Vol’man und Ljudmila Gurevič, die in Verocais Sonaten zwar „die Hand eines erfahrenen Musikers und Interpreten“ sehen, ihm allerdings kein schöpferisches Talent zusprechen. Weitere Gründe könnten allerdings auch das ungesunde Klima sowie die Abreise seiner Ehefrau aus Russland gewesen sein. Sophie Amalia Kayser (* 25. September 1711 in Darmstadt; † 12. Mai 1747 in Braunschweig), die Tochter des Geigers Johann Kayser und der Sängerin Margaretha Susanna Kayser, verließ 1735 Russland, um Verocais erste Oper Il disprezzo d’amore in Hamburg aufzuführen. 1737 wurde sie Primadonna am Hof Braunschweig-Wolfenbüttel.
Bevor Verocai am Hof in Braunschweig-Wolfenbüttel ankam, komponierte er während eines Aufenthalts in Warschau seine komische Oper Il Costantino, die am 10. Februar 1739 in Warschau aufgeführt wurde. Anschließend wurde er Kapellmeister und Direktor der italienischen Oper am Hof in Braunschweig-Wolfenbüttel, wo er auch als Komponist von mindestens 13 Opern wirkte. Außerdem muss er im Jahr 1745 Beziehungen zum Württembergischen Hof und dem damaligen Oberkapellmeister Giuseppe Antonio Brescianello (1690–1758) gehabt haben. Dies geht aus einer handschriftlichen Notiz Verocais aus dem Jahr 1745 hervor, in der er bestätigt, er habe von Brescianello 20 Dukaten erhalten. Seine Opern wurden noch bis 1747 regelmäßig in Braunschweig aufgeführt, wobei sich in den Libretti kein Hinweis darauf findet, dass der Komponist bereits Ende 1745 verstorben war. Diese Aufführungen wurden von seiner Ehefrau betreut.

## Werke

### Opern
Alle seine Opern sind verschollen.
- Il disprezzo d’amore oder Die Verachtung der Liebe, pastorale, UA: Hamburg 1736
- Il Costantino, dramma ridicolo per musica; UA: Warschau, 10. Februar 1739
- Venceslao, dramma per musica; Libretto: Apostolo Zeno; UA: Braunschweig 1739
- Penelope, dramma per musica; Libretto: Pietro Pariati; UA: Braunschweig 1740
- Demofoonte, dramma per musica; Libretto: Pietro Metastasio; UA: Braunschweig, Februar 1742
- Zenobia und Radamistus, dramma per musica (Sinfonia und Arien); Libretto und vermutlich auch die Musik der Rezitative: Georg Caspar Schürmann, basierend auf Zenobia von Pietro Metastasio; UA: Braunschweig, Sommer 1742
- Cato in Utica, dramma per musica; Libretto basierend auf Catone in Utica von Pietro Metastasio; UA: Braunschweig, Frühling 1743
- Hissifile, dramma per musica; Libretto basierend auf Issipile von Pietro Metastasio; UA: Braunschweig 1743
- La forza dell’amore e dell’odio, dramma per musica; UA: Braunschweig 1744
- Sesostri, dramma per musica; Libretto nach Pietro Pariati; UA: Braunschweig 1744
- Die getreue Emirena Parthische Prinzessin, dramma per musica; Libretto: Georg Caspar Schürmann, basierend auf Adriano in Siria von Pietro Metastasio; UA: Braunschweig, 2. Februar 1745
- Apollo fra pastori, pastorale in musica, UA: Braunschweig 1746
- Il ciro riconosciuto, dramma per musica; Libretto: Pietro Metastasio; UA: Braunschweig, Februar 1746
- Achille in Sciro, dramma per musica; Libretto: Pietro Metastasio; UA: Braunschweig, August 1746
- Apollo fra i pastori, pastoral; UA: Braunschweig 1746
- Temistocle in bando, dramma per musica; Libretto: Pietro Metastasio; UA: Braunschweig 1747

### Andere Werke
- Cantata per il giorno dell’incoronazione di Sua Maestra Imperiale di Russia; Moskau 1731
- Douzes Sonates à Violon seul avec la Basse; St. Petersburg 1735–38
- Labirinto musicale per 2 violini e basso continuo; ca. 1740
- Sinfonia
- Arias